# Le Docteur, la Veuve et la Forêt de Noël
Le Docteur, la Veuve et la Forêt de Noël  (The Doctor, the Widow, and the Wardrobe) est un épisode spécial amorçant la septième saison de la deuxième série de la série télévisée britannique de science-fiction Doctor Who, diffusé sur BBC One le 25 décembre 2011  et le 22 décembre 2012 sur France 4.
L'épisode se déroule durant la Seconde Guerre Mondiale et raconte l'histoire d'une famille de réfugiés forcés de quitter Londres par les bombardements, Madge Arwell et ses deux enfants, Lily et Cyril. Ils doivent se réfugier dans le Dorset, où ils rencontrent le Docteur qui se fait passer pour l'intendant d'un vieux manoir. L'épisode s'inspire en partie de Le Lion, la Sorcière blanche et l'Armoire magique de C. S. Lewis.

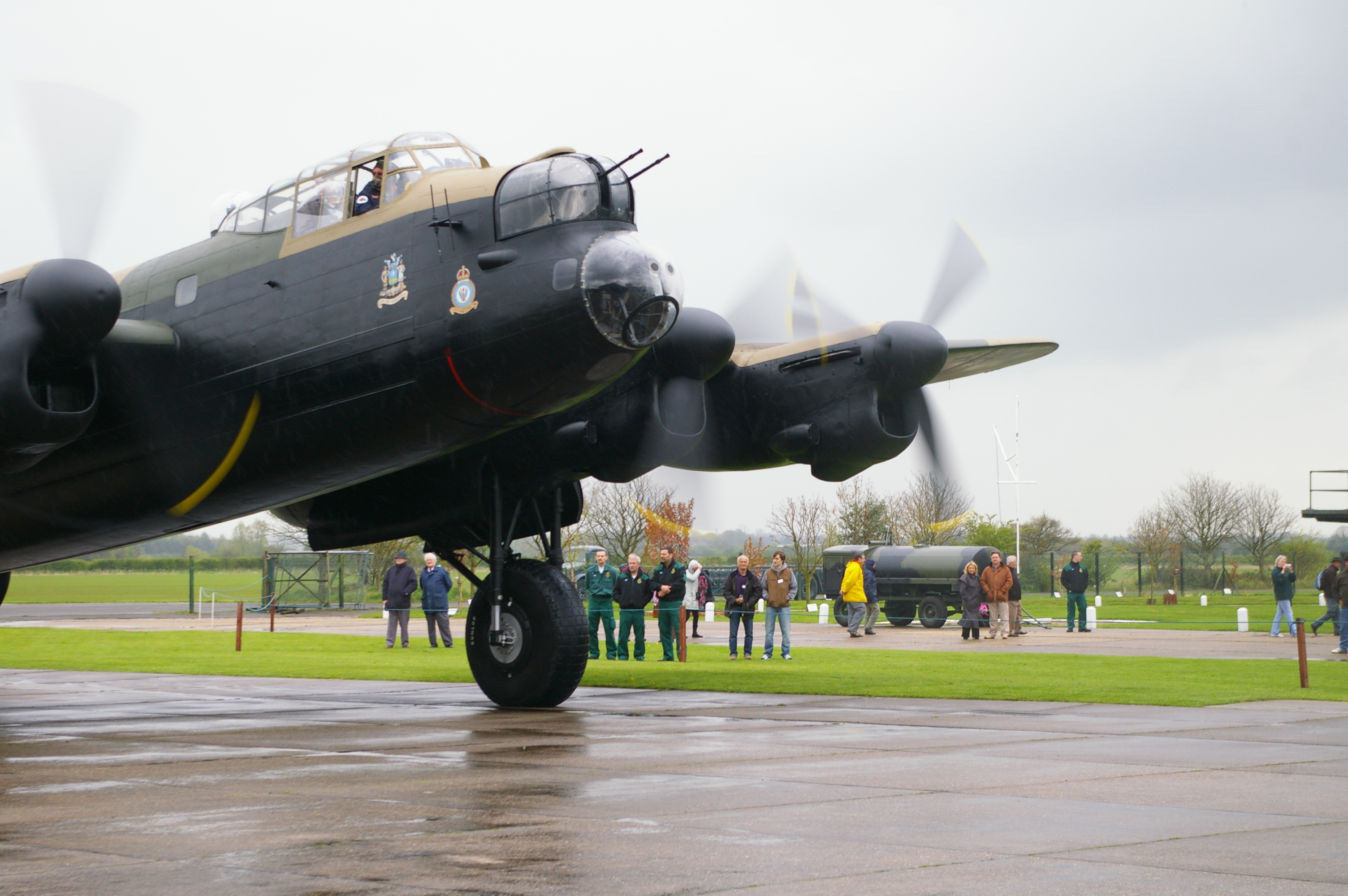
Le bombardier Avro Lancaster "Just Jane" du Lincolnshire Aviation Heritage Centre qui a été utilisé pour l'épisode

## Distribution
- Matt Smith : Onzième Docteur
- Karen Gillan : Amy Pond
- Arthur Darvill : Rory Williams
- Bill Bailey : Droxil
- Alexander Armstrong : Reg Arwell
- Paul Kasey : Reine de la Forêt
- Claire Skinner : Madge Arwell
- Arabella Weir : Billis
- Maurice Cole : Cyril Arwell
- Holly Earl : Lily Arwell
- Paul Bazely : Ven-Garr
- Sam Stockman : Copilote
- Spencer Wilding : Roi de la Forêt

## Résumé
Pendant la saison de Noël 1938, le Docteur se retrouve sur un vaisseau extra-terrestre en orbite autour de la Terre. Il s'échappe du vaisseau qui explose et survit à la chute vers la Terre grâce à un scaphandre d'impact, mais dans sa hâte, il met le casque à l'envers. Lorsqu'il s'écrase sur Terre, il est découvert par Madge Arwell, épouse de Reg Arwell et mère de deux enfants, Lily et Cyril. Elle aide le Docteur, coincé et incapable de voir à cause du scaphandre et l'escorte à son TARDIS, et le Docteur lui promet de lui rendre la pareille à l'occasion.
Trois ans plus tard, pendant la seconde guerre mondiale, Reg est donné pour mort au combat lorsque le bombardier Lancaster qu'il pilotait disparait au-dessus de la Manche. Madge reçoit le télégramme fatal juste avant Noël, mais décide de ne pas le dire à ses enfants, espérant garder la magie de Noël. Madge et les enfants évacuent Londres pour la maison d'un parent dans le Dorset, où ils sont accueillis par le Docteur, qui se fait appeler "le gardien" ; Madge ne le reconnaît pas car elle n'avait pas vu son visage.
Le Docteur a préparé la maison spécialement pour les enfants et pour Noël ; bien que les enfants soient ravis, Madge parle de la mort de Reg au Docteur et insiste sur le fait qu'ils ne doivent pas être trop gâtés. Pendant la première nuit, Cyril est tenté d'ouvrir l'énorme paquet cadeau qui luit sous l'arbre de Noël ; qui s'avère être un passage temporel vers une forêt couverte de neige. Le Docteur découvre bientôt la disparition de Cyril et le suit accompagné de Lily ; tous deux suivent les traces de Cyril jusqu'à une étrange structure qui ressemble à un phare. Madge, qui s'est aussi aperçue de la disparition de ses enfants, les suit également dans la forêt, mais rencontre trois mineurs en scaphandre de la planète Androzani Major.
Dans la tour, Cyril rencontre une créature humanoïde faite de bois ; celle-ci place une simple couronne de métal sur sa tête. Lily et le Docteur arrivent, suivis par une autre créature de bois, mais découvrent qu'elles ont rejeté Cyril parce qu'il est "faible", tout comme le Docteur. Le Docteur émet l'hypothèse que les forces vitales des arbres de la forêt essaient de s'échapper grâce à une créature vivante, la couronne jouant le rôle d'interface. Pendant ce temps, Madge, tenant en joue les mineurs, est amenée à leur marcheur robot et on lui annonce que la forêt de la planète sur laquelle ils marchent doit être dissoute dans l'acide dans les minutes qui suivent, tuant toute créature vivante qui s'y trouve. Les mineurs sont téléportés en sécurité avant le début de la pluie acide après avoir aidé Madge à localiser ses enfants.
Madge, utilisant les quelques connaissances du pilotage des avions qu'elle tient de Reg, dirige le marcheur vers le phare et retrouve ses enfants alors que la pluie acide commence. Les créatures de bois la considèrent comme "forte", et le Docteur comprend qu'ils veulent l'utiliser comme "vaisseau mère", capable de porter leurs forces vitales en sécurité. Couronnée de l'anneau de métal, Madge absorbe les forces vitales de la forêt, et permettant de piloter le module au sommet du phare, qui est en fait une capsule de sauvetage, loin de la pluie acide et dans le vortex du temps. Pour les ramener à la maison, le Docteur lui conseille de penser à des souvenirs de chez elle, permettant à Madge de revisiter ses souvenirs préférés de Reg, montrés sur des écrans à bord de la capsule. Elle comprend qu'elle va devoir se souvenir du moment de la disparition de Reg, mais le Docteur la convainc de continuer et de le faire. Lily et Cyril finissent par apprendre la vérité lorsqu'ils visionnent les derniers moments à bord du bombardier Lancaster.
Bientôt, le module de sauvetage quitte le vortex du temps, atterrissant juste à l'extérieur de la maison du Dorset, et les forces vitales de la forêt se sont transformées en êtres immatériels au sein du vortex du temps. Le Docteur sort alors que Madge commence à expliquer la disparition de Reg à Lily et Cyril, mais il revient pour l'interrompre et lui dire de sortir. Là se trouvent Reg et son Lancaster ; il a suivi la lumière brillante de la capsule de sauvetage à travers le vortex du temps et en est sorti en suivant la capsule jusqu'au Dorset. La famille se retrouve sous le regard du Docteur.
Tandis que Madge et sa famille s'en vont célébrer Noël, le Docteur tente de s'éclipser, mais Madge le rattrape, et quand elle voit le TARDIS, elle comprend qu'il est l'homme au scaphandre qu'elle a rencontré trois ans plus tôt. Elle insiste pour qu'il participe au repas de Noël, mais quand le Docteur lui dit qu'il a d'autres amis qui croient qu'il est mort, Madge le convainc d'aller les voir pour Noël. Le Docteur promet à Madge son aide si jamais elle en a à nouveau besoin.
Plus tard, le TARDIS se pose devant la maison d'Amy et de Rory, deux ans après qu'il les a quittés. Amy fait semblant de lui en vouloir pour les avoir abandonnés comme il l'a fait, mais explique que River Song leur a révélé sa fausse mort, et Rory dit qu'ils ont réservé un couvert pour lui à leur table de Noël chaque année. Le Docteur a une larme de joie et les rejoint dans la maison pour le repas de Noël.

## Continuité
- La planète Androzani Major est déjà apparue avec sa voisine Androzani Minor dans l'épisode de 1984 « The Caves of Androzani », le dernier du Cinquième Docteur.
- Le Docteur parle des Forêts de Cheem, qui étaient déjà mentionnées dans l'épisode du Neuvième Docteur "La Fin du monde".
- Alexander Armstrong a joué la voix de l'ordinateur M. Smith dans la série spin-off de Doctor Who The Sarah Jane Adventures.